# Siphloplecton basale
Siphloplecton basale är en dagsländeart som först beskrevs av Walker 1853.  Siphloplecton basale ingår i släktet Siphloplecton och familjen Metretopodidae. Inga underarter finns listade i Catalogue of Life.